# 叶海亚·辛瓦尔
叶海亚·易卜拉欣·哈桑·辛瓦尔（羅馬化：Yaḥyá Ibrāhīm Ḥasan al-Sinwār；1962年10月29日—2024年10月16日），加沙地带哈马斯前领导人。辛瓦尔是哈马斯安全机构的共同创始人之一，2017年2月接替伊斯梅尔·哈尼亚在加沙地带的領導職務。2024年8月辛瓦爾接替遭暗殺的哈尼亞成為哈马斯政治局主席。2024年10月16日以军在加沙地带南部拉法的一次偶然遭遇中杀死了包括辛瓦爾在內的多名哈马斯武装分子。

## 生平
叶海亚·辛瓦尔家族原本住在阿什凱隆，1948年阿以戰爭期間逃離阿什凱隆。1962年，叶海亚·辛瓦尔生于埃及统治下的汗尤尼斯难民营。他後來在加沙伊斯兰大学完成学业。1989年，因策划绑架并杀害两名以色列士兵和四名巴勒斯坦人，被以色列判处无期徒刑，在監獄服刑22年，期间曾创作一本以六日战争为背景的小说《荆棘与康乃馨》，还曾参与以色列开放大学的15门网络课程，其中大部分是犹太历史课程。2004年，叶海亚·辛瓦尔出现了一些症状，例如站立祈祷、摔倒、时而昏迷，时而抱怨颈部疼痛。监狱牙医尤瓦尔·比顿（Yuval Bitton）怀疑他的大脑有问题，可能是中风或脓肿，敦促他紧急住院治疗。在索罗卡医疗中心（Soroka Medical Center），以色列外科医生为他切除了致命的脑肿瘤。2011年，以色列希望哈馬斯方面能釋放士兵吉拉德·沙利特而釋放了1,027名巴勒斯坦囚犯，其中就包括叶海亚·辛瓦尔。
2015年9月，被美国政府認定為恐怖分子。
以色列指控叶海亚·辛瓦尔是阿克薩洪水行動的主謀。以色列—哈馬斯戰爭期間，以色列方面表示叶海亚·辛瓦尔困在地道内，而且与身边人失去联系，指挥能力受限；並曾指出他應在加沙南部的汗尤尼斯，其後認為他已遷往拉法。
2024年5月20日，国际刑事法院检察官卡里姆·艾哈迈德汗申請了對辛瓦尔的逮捕令。此外，他还申請了对另外兩名哈馬斯成員—哈馬斯政治局主席伊斯梅爾·哈尼亞和伊宰·丁·卡桑烈士旅領導人穆罕默德·德伊夫，以及对以色列總理内塔尼亚胡和以色列國防部長約阿夫·加蘭特的逮捕令。
2024年8月6日，在伊斯梅尔·哈尼亚被暗殺之後，辛瓦尔被任命為哈馬斯政治局主席。

### 死亡
2024年10月16日，以色列國防軍第828“比斯拉马赫”旅使用坦克在南加沙拉法擊斃三名武裝分子。以色列称当日行动是一次例行巡逻，行动中遭遇一组武装人员并与之交火。比斯拉马赫旅的士兵当时并不知道辛瓦尔就在其中，在战斗结束后检查倒塌的建筑物时发现一名死者體征与辛瓦尔非常相似，其死时身穿战术背心，手持AK-47步枪，身上还有4万以色列新谢克尔现金（约合10,732美元）。经指纹、牙科记录和DNA比对分析，以色列官方次日证实是叶海亚·辛瓦尔。以色列外長卡茨表示辛瓦爾是殺人犯，要為去年10月突襲以色列的大屠殺承擔責任。哈馬斯其後證實辛瓦爾身亡，又稱在以軍結束在加沙的行動之前不會歸還人質。